# Bulbophyllum distichum
Bulbophyllum distichum är en orkidéart som beskrevs av Rudolf Schlechter. Bulbophyllum distichum ingår i släktet Bulbophyllum och familjen orkidéer. Inga underarter finns listade i Catalogue of Life.